# Alseuosmia pusilla
Alseuosmia pusilla är en tvåhjärtbladig växtart som beskrevs av John William Colenso. Alseuosmia pusilla ingår i släktet Alseuosmia och familjen Alseuosmiaceae. Inga underarter finns listade i Catalogue of Life.